# Zofia Wojciechowska-Grabska
Zofia Wojciechowska-Grabska (ur. 27 kwietnia 1905 w Belmont Irving, zm. 10 października 1992 w Warszawie) – polska malarka, córka Stanisława Wojciechowskiego, II Prezydenta RP i Marii Kiersnowskiej. 

## Życiorys
Ukończyła  Żeńskie Gimnazjum Państwowe im. J. Słowackiego w Warszawie (1924), równocześnie ucząc się  malarstwa i rysunku u Tadeusza Marczewskiego. W tym samym roku podjęła studia w Warszawskiej Szkole Sztuk Pięknych pod kierunkiem prof. Tadeusza Pruszkowskiego. Studia ukończyła w 1930 po przerwie związanej z urlopem macierzyńskim oraz chorobą męża. Pozostawała w kontakcie z Bractwem św. Łukasza. 
Była członkiem ZPAP. Uprawiała malarstwo portretowe i ścienne, ale głównym nurtem jej pracy było tradycyjne malarstwo religijne. Pozostawiła około 100, z zasady niesygnowanych, obrazów w kościołach polskich, w tym dwadzieścia kilka w kościołach warszawskich. Rysowała też liczne portrety węglem, w tym ilustracje do napisanej przez męża powieści Rapsodia świdnicka (1955). 
W 1927 poślubiła pisarza Władysława Jana Grabskiego. Mieli czworo dzieci: Kazimierza (1929–1983), Macieja Władysława (1934–2016), Agnieszkę (1937–2009) i Michała (1941–1986). Została pochowana obok męża na cmentarzu Powązkowskim (kwatera 89-3/4-30/31).

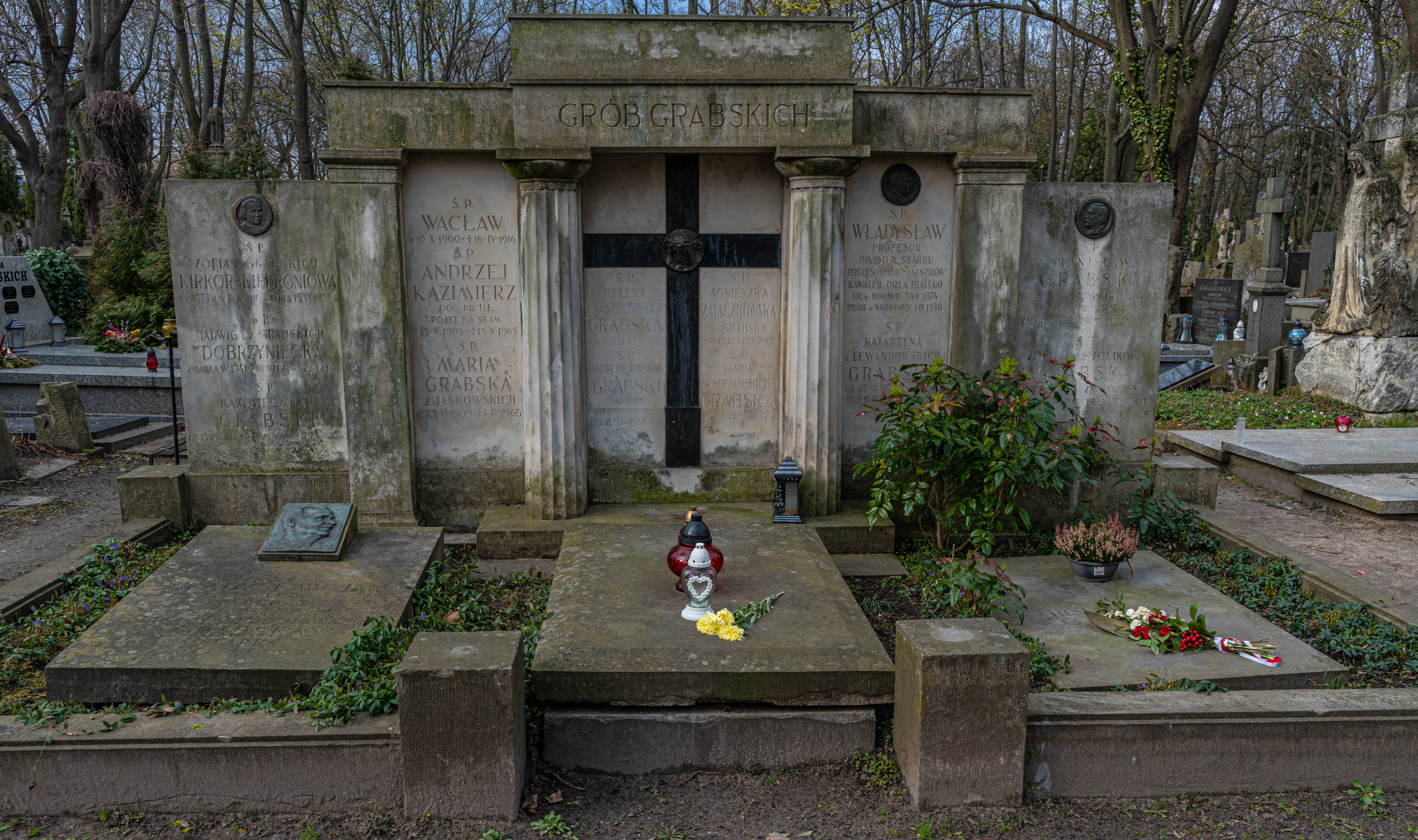
Grób Zofii Wojciechowskiej-Grabskiej na cmentarzu Powązkowskim